# بطولة البلياردو الاحترافية للسيدات
كانت بطولة البلياردو الإنجليزية للمحترفات بطولة بلياردو إنجليزي أقيمت من عام 1930 إلى عام 1950. نُظمت البطولة لأول مرة بواسطة بوروز وواتس في عامي 1930 و 1931، قبل أن تدير جمعية البلياردو النسائية الحدث حتى اختتامه في عام 1950. فازت جويس غاردنر بالبطولة سبع مرات من أصل أربع عشرة مرة أقيمت فيها، وكانت الوصيفة ست مرات؛ المرة الوحيدة التي لم تكن فيها في النهائي كانت بطولة عام 1940. اللاعبات الأخريات اللاتي حصلن على اللقب هن ثيلما كاربنتر التي فازت أربع مرات، وروث هاريسون التي حصلت على ثلاثة ألقاب للبطولة. لا يزال تسجيل هاريسون لـ 197 نقطة متتالية (بريك) في عام 1937 رقمًا قياسيًا للسيدات في منافسات البلياردو.
أقيمت البطولات الست الأولى في بوروز هول في لندن. باستثناء عام 1939، عندما أقيمت مرة أخرى في بوروز هول، لعبت جميع النسخ اللاحقة في قاعة ثورستون، التي أُغلقت بسبب أضرار القصف في عام 1940 وأعيد افتتاحها في عام 1947 باسم قاعة ليستر سكوير.

## التاريخ

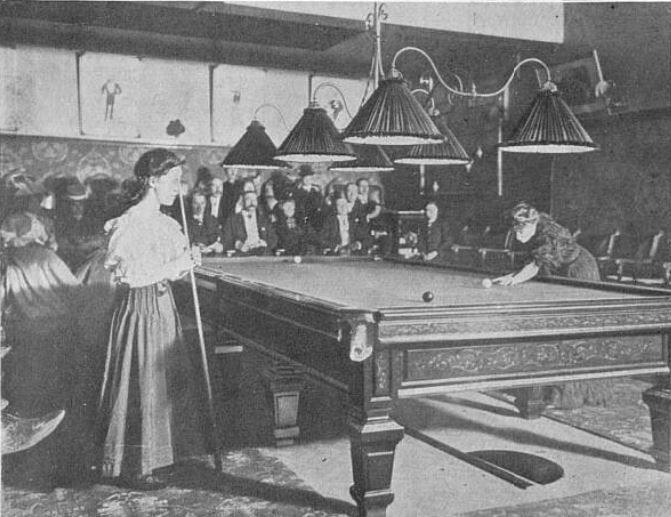
مباراة بلياردو إنجليزي بين السيدة ستريبور (تلعب) وإيفا كولينز في قاعة بوروز عام 1906. كانت كولينز وصيفة مرتين في بطولة البلياردو للمحترفات

على الرغم من وجود لاعبات رياضات العصا منذ اختراع الألعاب، إلا أن تقدمهن في اللعبة قد أُعيق بسبب التمييز على أساس الجنس، حيث كان الرجال عادة لا يأخذون اللاعبات على محمل الجد، أو يدّعون أن النساء كن يسعين لجذب انتباه الذكور من خلال اللعب.
في منتصف القرن التاسع عشر، لعبت قلة من النساء رياضات العصا، لكنها أصبحت أكثر شعبية بين النساء الثريات في جميع أنحاء أوروبا قرب نهاية القرن. في عام 1905، أعلن جون روبرتس الابن أنه سيروج لـ "مدام ستريبور" كمحترفة؛ لعبت ستريبور ضد إيفا كولينز في سلسلة بلياردو إنجليزي في قاعة بوروز عام 1906. علقت صحيفة سبورتنج لايف بأن المباريات العامة بين النساء كانت غير عادية بما يكفي لجذب اهتمام الجمهور على الأرجح، ولكن "بُذلت محاولات عديدة لنشر اللعبة بين السيدات، بنتائج كانت بعيدة كل البعد عن الإطراء".

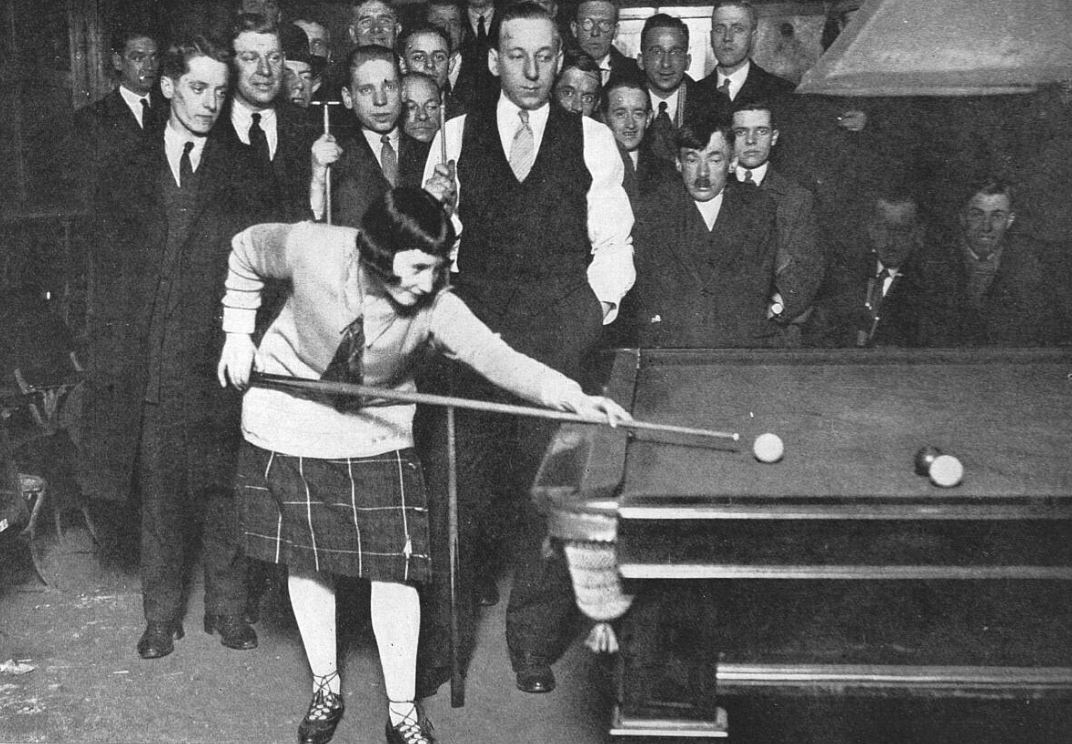
مارغريت لينان تلعب في بطولة خيرية في ليفربول عام 1927

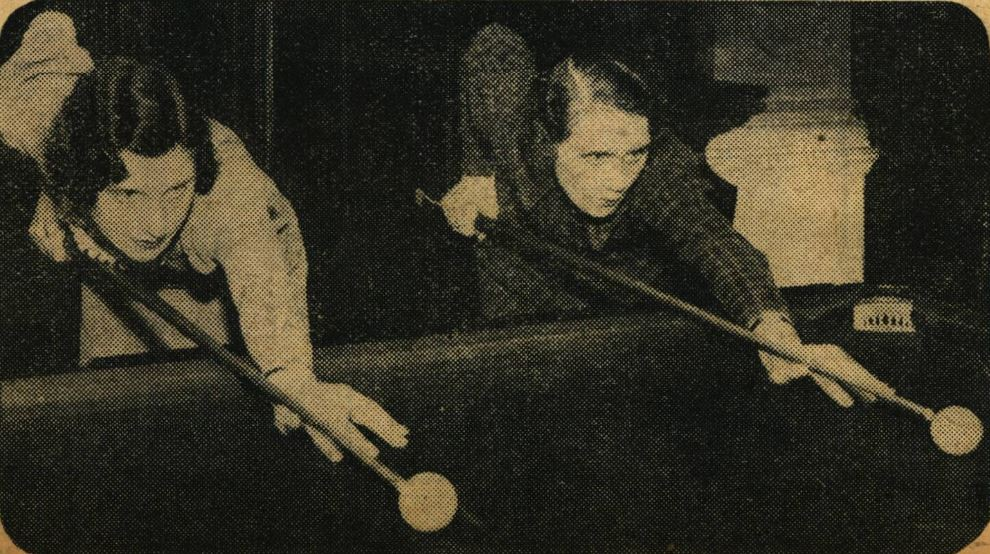
جويس غاردنر (يسار) وروث هاريسون في قاعة بوروز عام 1936

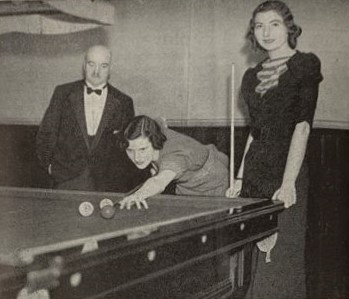
جويس غاردنر (تلعب) وثيلما كاربنتر (يمين) في عام 1939

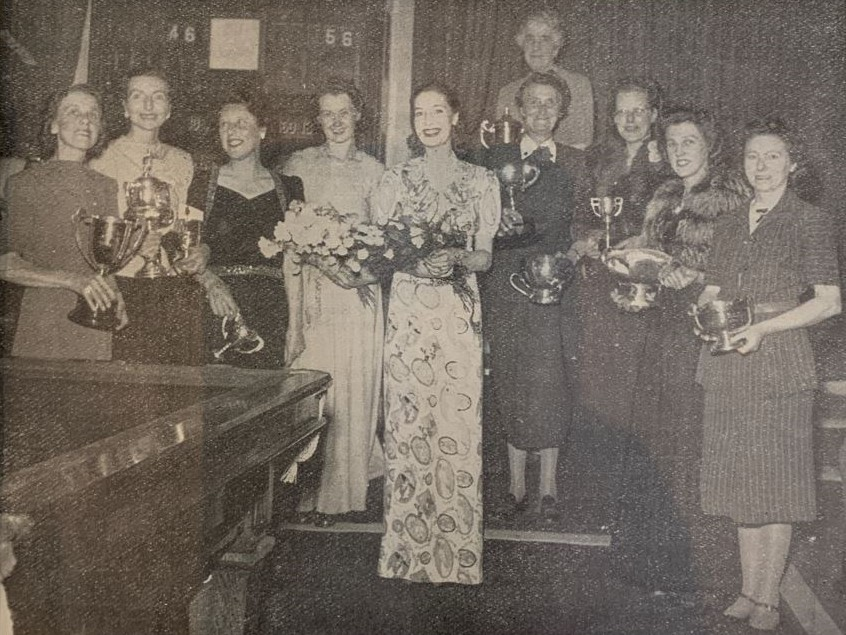
حفل توزيع جوائز جمعية البلياردو النسائية لعام 1948. في الصورة، (من اليسار إلى اليمين)، روث هاريسون، ثيلما كاربنتر، جويس غاردنر، أغنيس موريس، فاليري هوبسون، إيفلين مورلاند-سميث، بيريل ستامبر، جوان أدكوك، إي. بيترز. الصف الخلفي: غلاديس بيرتون.

فازت مارغريت لينان على جويس غاردنر بنتيجة 1000-960 في هال في أغسطس 1928 في مباراة بلياردو إنجليزي بنظام "الأولى إلى 1000 نقطة"، والتي وُصفت بأنها بطولة السيدات لإنجلترا واسكتلندا. قدمت شركة هوارد وباول المصنعة لـcloth (قماش طاولات البلياردو) وعاء وردي فضي للفائزة. في عام 1930، نظمت شركة رياضات العصا بوروز وواتس بطولة البلياردو البريطانية للسيدات، والتي عُرفت أيضًا باسم كأس بوروات. أقيمت نسخة أخرى في عام 1931. في عام 1931، تأسست جمعية البلياردو النسائية (WBA) في اجتماع ترأسته تيريزا بيلينغتون-غريغ، بهدف تنظيم بطولات السيدات للهواة والمحترفات. تم الاتفاق مع مجلس جمعية ومراقبة البلياردو على أن تتولى جمعية البلياردو النسائية إدارة المنافسة كبطولة عالمية اعتبارًا من عام 1932، بنفس الكأس الذي استخدم في عامي 1930 و 1932.
كانت جويس غاردنر البطلة كل عام حتى عام 1934، عندما فازت روث هاريسون بأول ألقابها الثلاثة. تم تحقيق أول تسجيل مئوي في المنافسة، وهو 100 نقطة، بواسطة غاردنر في عام 1934. سجلت لينان تسجيلين مئويين، 113 ثم 153 في منافسة عام 1936. لا يزال break (تسجيل نقاط متتالية) لـروث هاريسون البالغ 197 نقطة في عام 1937 رقمًا قياسيًا للسيدات في منافسات البلياردو. فازت ثيلما كاربنتر بلقبها الأول في عام 1940، قبل تعليق البطولة خلال الحرب العالمية الثانية. كانت كاربنتر البطلة مرة أخرى عندما أقيمت البطولة التالية في عام 1948، واحتفظت باللقب في عام 1949. في عام 1950، شاهدها ابنها البالغ من العمر 10 سنوات وهي تهزم جويس غاردنر لتفوز بلقبها الرابع. كانت هذه آخر بطولة احترافية للسيدات تقام. يُنظر إلى بطولة العالم للبلياردو للسيدات على أنها استمرار لبطولة الهواة بدلاً من بطولة البلياردو للمحترفات.

## البطولات
في بعض السنوات، كان الفائز بالمباراة هو أول من يصل إلى هدف محدد مسبقًا من النقاط، وفي سنوات أخرى كان الفائز هو اللاعب الذي يسجل أكبر عدد من النقاط في وقت لعب محدد.
| اللقب                              | السنة         | الفائزة        | الوصيفة        | النتيجة النهائية | المكان           | ملاحظات | مر.                  |
| ---------------------------------- | ------------- | -------------- | -------------- | ---------------- | ---------------- | --- | -------------------- |
| بطولة البلياردو البريطانية للسيدات | 1930          | جويس غاردنر    | إيفا كولينز    | 1,500–727        | قاعة بوروز       | كان هناك أربع مشاركات في الحدث، الذي كان يسمى بطولة البلياردو البريطانية للسيدات. في الدور نصف النهائي، هزمت جويس غاردنر السيدة واتس 750-259 في 31 مارس، وأقصت إيفا كولينز موريل باربر 750-422 في اليوم التالي. في النهائي، الذي أقيم في 3 أبريل، حققت غاردنر بريك (نقاط متتالية) من 96 نقطة.                                                        | [ 24 ]               |
| بطولة البلياردو البريطانية للسيدات | 1931          | جويس غاردنر    | إيفا كولينز    | 2,000–1,185      | قاعة بوروز       | كان هناك ثلاث مشاركات. حصلت غاردنر على تأهل تلقائي إلى النهائي، حيث واجهت كولينز، التي هزمت موريل باربر 750-382 في الدور نصف النهائي. قدمت السيدة ويدجوود كأس الفائزة لغاردنر. | [ 25 ]               |
| بطولة البلياردو للمحترفات          | 1932          | جويس غاردنر    | روث هاريسون    | 2,000–1,713      | قاعة بوروز       | كان هناك أربع مشاركات. هزمت هاريسون كولينز 1,000–563 في إحدى مباراتي نصف النهائي، وسجلت غاردنر فوزًا 1,000–356 ضد موريل باربر في الأخرى. أعلى بريك في البطولة كان 83 بواسطة غاردنر، في النهائي. | [ 26 ]               |
| بطولة البلياردو للمحترفات          | 1933          | جويس غاردنر    | روث هاريسون    | 2,000–1,306      | قاعة بوروز       | كان هناك ثلاث مشاركات. حصلت هاريسون على تأهل تلقائي إلى النهائي، وأقصت غاردنر كولينز 1,000–582. | [ 27 ]               |
| بطولة البلياردو للمحترفات          | 1934          | روث هاريسون    | جويس غاردنر    | 2,000–1,608      | قاعة بوروز       | كان هناك أربع مشاركات. حققت غاردنر بريك 100 نقطة، وهو رقم قياسي للبطولة. فازت 1,000–303 ضد إيرين آرمز، وأقصت كولينز 1,000–523 في نصف النهائي الآخر. | [ 14 ] [ 28 ] [ 29 ] |
| بطولة البلياردو للمحترفات          | 1935 (فبراير) | روث هاريسون    | جويس غاردنر    | 3,000–2,708      | قاعة بوروز       | كان هناك خمس مشاركات. فازت كاربنتر 1,000–699 ضد كولينز ولكن تم إقصاؤها بعد ذلك 1,054–1,500 بواسطة غاردنر. فازت هاريسون بنصف النهائي ضد لينان 1,500–790. حققت هاريسون بريكين من 101 نقطة، وهو الأعلى في المنافسة، وأيضًا بريك 99، خلال النهائي. متوسط نقاط غاردنر البالغ 18.5 نقطة لكل visit (زيارة للطاولة) ضد كاربنتر كان رقمًا قياسيًا جديدًا للبطولة. | [ 28 ] [ 30 ] [ 31 ] |
| بطولة البلياردو للمحترفات          | 1935 (نوفمبر) | جويس غاردنر    | مارغريت لينان  | 3,000–2,872      | قاعة ثورستون     | كان هناك خمس مشاركات. وصلت لينان إلى النهائي بفوزها على كولينز (1,000–466) وهاريسون (1,500–1,098)، بينما أقصت غاردنر كاربنتر 1,500–1,149 | [ 15 ] [ 32 ]        |
| بطولة البلياردو للمحترفات          | 1937          | جويس غاردنر    | روث هاريسون    | 2,223–2,204      | قاعة ثورستون     | كان هناك خمس مشاركات. أقصت هاريسون كولينز 1,178–469 ثم لينان 2,166–1,132. ضد لينان، حققت هاريسون بريكات من 197 (رقم قياسي للبطولة)، 126، و 110. هزمت غاردنر كاربنتر 1,633–1,338 في الدور نصف النهائي وحققت بريك 154 في النهائي. | [ 17 ] [ 33 ] [ 34 ] |
| بطولة البلياردو للمحترفات          | 1938          | جويس غاردنر    | ثيلما كاربنتر  | 2,313–1,824      | قاعة ثورستون     | كان هناك خمس مشاركات. تقدمت كاربنتر متجاوزة لينان، 941-595، وهاريسون، 1,599-1,386، لمواجهة غاردنر، التي أقصت باربرا ميستون 1,871-979. | [ 35 ] [ 36 ]        |
| بطولة البلياردو للمحترفات          | 1939          | روث هاريسون    | جويس غاردنر    | 2,559–1,792      | قاعة بوروز       | كان هناك خمس مشاركات. أقصت كاربنتر باربرا ميستون 1,964-905 في الدور التمهيدي، ثم خسرت 1,396-1,602 أمام هاريسون. فازت غاردنر 2,143-681 ضد كولينز. | [ 37 ] [ 38 ]        |
| بطولة البلياردو للمحترفات          | 1940          | ثيلما كاربنتر  | روث هاريسون    | 2,184–1,641      | قاعة ثورستون     | كان هناك أربع مشاركات. هزمت كاربنتر غاردنر 1,235–1,046 في إحدى مباراتي نصف النهائي، وأقصت هاريسون لينان 1,613–833 في الأخرى. | [ 39 ] [ 40 ] [ 18 ] |
| بطولة البلياردو للمحترفات          | 1941–1947     | لم تُقم البطولة | لم تُقم البطولة | لم تُقم البطولة   | لم تُقم البطولة   | لم تُقم البطولة | [ 13 ]               |
| بطولة البلياردو للمحترفات          | 1948          | ثيلما كاربنتر  | جويس غاردنر    | 2,659–1,670      | قاعة ليستر سكوير | كان هناك ثلاث مشاركات. في الدور نصف النهائي، هزمت غاردنر هاريسون 1,256–1,037. بلغ متوسط كاربنتر 11.92 نقطة لكل زيارة للطاولة مقابل 7.92 نقطة لغاردنر في النهائي، وحققت أعلى بريك في البطولة، 90 نقطة. | [ 20 ]               |
| بطولة البلياردو للمحترفات          | 1949          | ثيلما كاربنتر  | جويس غاردنر    | 3,120–2,518      | قاعة ليستر سكوير | النتائج التراكمية بعد كل جلسة (كاربنتر أولاً) كانت: 328–261، 619–567، 890–801، 1,275–1,002، 1,557–1,346، 1,992–1,531، 2,162–1,795، 2,484–1,986، 2,753–2,279، 3,120–2,528. أعلى بريك كان 73، بواسطة غاردنر. | [ 21 ] [ 42 ]        |
| بطولة البلياردو للمحترفات          | 1950          | ثيلما كاربنتر  | جويس غاردنر    | 1,978–1,374      | قاعة ليستر سكوير | كان هناك مشاركتان فقط. نتائج نهاية الجلسة حتى الجلسة الأخيرة (كاربنتر أولاً) كانت: 716–359، 1,368–792، 1,978–1,374 | [ 22 ] [ 43 ] [ 44 ] |

## إحصائيات المتأهلين للنهائي
| الترتيب | الاسم         | البلد    | الفائزة | الوصيفة |
| ------- | ------------- | -------- | ------- | ------- |
| 1       | جويس غاردنر   | إنجلترا  | 7       | 6       |
| 2       | ثيلما كاربنتر | إنجلترا  | 4       | 1       |
| 3       | روث هاريسون   | إنجلترا  | 3       | 4       |
| 4       | إيفا كولينز   | إنجلترا  | 0       | 2       |
| 5       | مارغريت لينان | إسكتلندا | 0       | 1       |